# 東白龍雅士
東白龍 雅士（とうはくりゅう まさひと、1996年4月17日 - ）は、東京都墨田区出身で、玉ノ井部屋所属の現役大相撲力士。本名は白石 雅仁（しらいし まさひと）。身長181.0cm、体重134.0kg、血液型はA型。最高位は東前頭15枚目（2023年11月場所）。

## 来歴

### 入門前
相撲を始めて取ったのは小学校4年生の時で、5年生から葛飾区の葛飾白鳥相撲教室に通った。道場に通い始めた当初は練習でもなかなか勝てなかったが、4学年上の翔猿を真似て変化や引き技を用いると勝てるようになり、その後道場のコーチからは突っ張りを教え込まれた。中学校も葛飾区の強豪葛飾区立大道中学校に進学し、3年次に白鵬杯で優勝を経験した。中学校卒業後は道場出身者も多く進学している専大松戸高校に自身も進み、全国高等学校総合体育大会相撲競技大会個人戦で2位2回・3位1回、国民体育大会相撲競技個人戦優勝1回と活躍、のちの大関貴景勝とはライバル関係にあった。大相撲からの誘いもあったが、3年時の大会で団体3位に入った際にそれまで軽視していた団体戦に興味を持ち、団体優勝をめざし東洋大学に進学。大学では個人タイトルを3個獲得、目標としていた団体戦でも全国学生相撲選手権大会3連覇に貢献した。2018年12月の全日本選手権でベスト8入り。この時点では相撲部屋からの声はかかっていなかったが、全日本選手権8強入りの実績により三段目100枚目格付出の資格を獲得していたこともあり、大学3年時に千秋楽パーティーに誘われた縁で玉ノ井部屋に入門した。本人は角界入りは考えていたが、まさか玉ノ井部屋と縁が出来るとは思わなかったと意外の念を抱いている。

### 入門後
2019年5月場所三段目100枚目格付け出しで初土俵を踏み、三段目優勝を果たす。
その後も順調に勝ち越しを続け、2020年1月場所では初めての幕下15枚目以内となる西幕下13枚目まで番付を伸ばしたものの、この場所は2勝5敗で初土俵以来初めての負け越しとなった。それでも翌2場所を続けて6勝1敗として9月場所では西幕下2枚目まで番付を上げ、新十両昇進をかける場所となるところであったが、部屋内での新型コロナウイルス集団感染を受けて全休。救済措置として11月場所は番付据え置きとなり、その11月場所は7番相撲で十両の貴源治に勝利して4勝3敗と勝ち越し、場所後の新十両昇進を決め、四股名を「東白龍」に改名した。名前の由来は、出身大学や師匠の四股名から「東」、本名から「白」、昇り龍から「龍」である。
11月25日の部屋でのリモート会見では「特例措置で据え置きにしていただいて、それを聞いてこれは絶対に上がらなきゃだめだなと思った」と、覚悟して11月場所に臨んでいたことを明かした。

### 新十両昇進後
新十両となった2021年1月場所は初日に竜虎に押し出されて黒星スタート。初めての土俵入りも経験し「緊張しました。所作とかあまり分からなかったんで」とコメントした。2日目は矢後を押し出しで破って関取初白星。その後も勝ち星は増えて、14日目に新十両での勝ち越しを決めた。なお、勝ち越しを決めた取組は、取組相手の美ノ海が休場したことによる不戦勝だった。翌3月場所は前半戦で負けが込み、9日目に早くも負け越しが決定した。しかし、負け越したことでかえって開き直った相撲を取れるようになった結果、10日目から6連勝として、7勝8敗と負け越しの幅を最小限に留めた。続く5月場所は場所前に右足のアキレス腱を痛めるアクシデントがあったが、11日目に勝ち越しを決めて最終的に10勝5敗で取り終えた。2023年5月場所は西十両2枚目で4勝11敗。しかし7月場所はわずか2枚下降の西十両4枚目に踏みとどまった。この負け越し点で2枚下降に留まるのは通常なら不可能に近い。9月場所は西十両4枚目の地位で10勝5敗と2桁白星を記録し、場所後の新入幕の可能性が大きくなった。10月30日の11月場所番付発表により、正式に新入幕が決定。しかし、新入幕の場所では5勝10敗と負け越し、1場所で十両陥落となった。2024年5月3日には新型コロナウイルス感染拡大の影響で延期になっていた関取昇進祝賀会が両国国技館地下1階の大広間で行われた。恩師である飾白鳥相撲教室代表の佐久間幸一から「貪欲に先のことを考えてもらいたい」「早く幕内に定着しないのか」と檄を飛ばされた。

## 取り口
スピードを生かした突っ張りを持ち味とし、目標とする力士は阿炎。突き起こしておいてからの素早い引き技もある。
アマチュア時代に体力温存のため使用していた立ち合いの叩きが悪癖となっており、その克服が課題とされている。実際、初土俵の2019年5月場所から2020年7月場所までの36勝のうち、15番の決まり手が叩き込みであった。叩き・引きを多用する取り口が裏目に出て、相手の髷に手がかかり反則負けを喫することも多く、十両昇進から2025年5月場所終了時点までで延べ5回の反則負けを喫したが、これは記録が残っている範囲では最も多い。
新十両昇進の際に師匠の玉ノ井はスピードを評価し、千代大海のようにどんどん前に出て回り込むセンスを認めた一方でもっと体を大きくすべきだと注文を付けた。
本人が認めているように、押し一辺倒であるため廻しを取られたら自分の相撲にならない。

## 人物
- 趣味はNetflix[21]。
- 好物は肉、寿司[21]。部屋ホームページによると中華料理も好物[22]。
- 好きなインターネット番組は『Mリーグ』[21]。
- 好きな漫画は『ONE PIECE』、『アカギ 〜闇に降り立った天才〜』[21]。

## 主な成績
2025年7月場所終了現在
- 通算成績：235勝235敗13休（37場所）

### 各段優勝
- 三段目優勝：1回（2019年5月場所）

### 場所別成績
| | 一月場所 初場所（東京） | 三月場所 春場所（大阪） | 五月場所 夏場所（東京）    | 七月場所 名古屋場所（愛知） | 九月場所 秋場所（東京） | 十一月場所 九州場所（福岡） |
| --- | ----------------------- | ----------------------- | -------------------------- | --------------------------- | ----------------------- | --------------------------- |
| 2019年 （平成31年 /令和元年） | x                       | x                       | 三段目付出100枚目 優勝 7–0 | 西幕下55枚目 5–2            | 東幕下42枚目 4–3        | 西幕下35枚目 6–1            |
| 2020年 （令和2年） | 西幕下13枚目 2–5        | 東幕下29枚目 6–1        | 感染症拡大 により中止      | 西幕下10枚目 6–1            | 西幕下2枚目 休場 0–0–7  | 西幕下2枚目 4–3             |
| 2021年 （令和3年） | 西十両14枚目 8–7        | 東十両11枚目 7–8        | 東十両11枚目 10–5          | 東十両4枚目 5–10            | 西十両7枚目 4–11        | 東十両12枚目 9–6            |
| 2022年 （令和4年） | 東十両8枚目 10–5        | 西十両3枚目 7–8         | 西十両4枚目 9–6            | 西十両2枚目 3–8–4           | 西十両3枚目 8–7         | 東十両筆頭 5–10             |
| 2023年 （令和5年） | 東十両4枚目 9–6         | 西十両筆頭 7–8          | 西十両2枚目 4–11           | 西十両4枚目 7–8             | 西十両4枚目 10–5        | 東前頭15枚目 5–10           |
| 2024年 （令和6年） | 西十両2枚目 8–7         | 東十両2枚目 6–9         | 東十両4枚目 6–9            | 東十両5枚目 5–10            | 東十両10枚目 8–7        | 東十両6枚目 4–9–2           |
| 2025年 （令和7年） | 西十両11枚目 8–7        | 西十両9枚目 7–8         | 東十両10枚目 9–6           | 東十両5枚目 7–8             | x                       | x                           |
| 各欄の数字は、「勝ち-負け-休場」を示す。 優勝 引退 休場 十両 幕下 三賞：敢=敢闘賞、殊=殊勲賞、技=技能賞 その他：★=金星 番付階級：幕内 - 十両 - 幕下 - 三段目 - 序二段 - 序ノ口 幕内序列：横綱 - 大関 - 関脇 - 小結 - 前頭（「#数字」は各位内の序列） |                         |                         |                            |                             |                         |                             |

### 幕内対戦成績
2025年7月場所終了現在
| 力士名   | 勝数 | 負数 | 力士名 | 勝数 | 負数 | 力士名 | 勝数 | 負数 | 力士名 | 勝数 | 負数 |
| -------- | ---- | ---- | ------ | ---- | ---- | ------ | ---- | ---- | ------ | ---- | ---- |
| 一山本   | 0    | 1    | 遠藤   | 0    | 1    | 王鵬   | 1    | 0    | 北の若 | 0    | 1    |
| 佐田の海 | 1    | 0    | 宝富士 | 0    | 1    | 玉鷲   | 0    | 1    | 剣翔   | 0    | 1    |
| 友風     | 0    | 1    | 錦富士 | 1    | 0    | 御嶽海 | 0    | 1    | 明生   | 0    | 1    |
| 狼雅     | 1    | 0    |        |      |      |        |      |      |        |      |      |

## 改名歴
- 白石 雅仁（しらいし まさひと）2019年5月場所 - 2020年11月場所
- 東白龍 雅士（とうはくりゅう まさひと）2021年1月場所 -